# Eulatal
Eulatal este o comună din landul Saxonia, Germania.